# Basil Dickinson
John Basil Charles Dickinson (* 25. April 1915 in Queanbeyan; † 7. Oktober 2013 ebenda) war ein australischer Weit- und Dreispringer.
Bei den Olympischen Spielen 1936 in Berlin kam er im Dreisprung auf den 16. Platz.
1938 gewann er bei den British Empire Games in Sydney sowohl im Weitsprung wie auch im Dreisprung Bronze.
Zweimal wurde er Australischer Meister im Dreisprung (1934, 1936) und einmal im Weitsprung (1937).

## Persönliche Bestleistungen
- Weitsprung: 7,48 m, 29. Januar 1938, Sydney
- Dreisprung: 15,64 m, 14. Dezember 1935, Sydney